# Авраам Малах
Рав Авраам «Малах» з Межірічя (1741 — 1777) — відомий цадик, син і учень рабина Дова Бера Межиріцького. Народився приблизно 1741 року. У ранньому віці вів подвижницьке життя, жив повним відлюдником і присвятив себе вивченню кабали. Батько направив йому в товариші ребе Шнеура Залмана (אלטער רבי), який навчив його Талмуду, навчаючись у нього, в свою чергу, кабалі. Через короткий час після смерті свого батька Малах став проповідником у Фастові, де він жив також у строгій самотності, нікого не допускаючи до себе. Помер 1777 року. На його могилу робили паломництво євреї-хасиди.
Залишив після себе твір (חסד לאברהם), виданий 1851 року, вдруге 1883-го у Варшаві. У ньому автор нарікає на занепад кабали і грубу матеріалізацію піднесеного вчення хасидизму. В основі якого він бачив принцип любові до Бога, подвижницьке, аскетичне життя. Він ніде не згадує ні Бешта, ні свого батька, що є само по собі рідкісним явищем для творів хасидської писемності. Будучи за натурою суто релігійним мислителем і споглядачем-містиком, Малах не міг стати наступником свого батька і не зіграв фактично ніякої ролі у розвитку хасидизму, якщо не зважати на вплив на вчення «Хабаду», засновником якого є його учень, Рабі Шнеур-Залман бар-Барух з Ляд.
Син:
- рабин Шалом Шахно з Погребища, був дуже популярним серед хасидів; його правила подвижницького життя (הנהגות) надруковані у творі Малаха (חסד לאבדהם).

Онук:
- ребе Ізраїль Ружанський (ד’ ישדאל מדוזין) — родоначальник Ружанської хасидської династії.